# なんぽうパン
有限会社なんぽうパンは島根県出雲市に本社を置く製パン会社である。

## 概要
1949年に出雲市で設立。バラの花の形をイメージしたご当地パン「バラパン」の製造、販売を行っている。「バラパン」は、1949年頃、パン職人が「バラの花のような美しいパンを作りたい」との思いから開発され、生地やバタークリーム、パッケージデザインは発売当初の姿から変わらず手作りで製造されている。また、「バラパン」は、なんぽうパンの登録商標であり、出雲推奨商品「おいしい出雲」に認定されている。

## 主な商品
- バラパン[7]
- コーヒーバラパン
- 抹茶バラパン
- 和風バラパン
- 夕日バラパン[8]
- バラパンラスク